# مطار راروتونجا الدولي
مطار راروتونجا الدولي (ماورية جزر كوك:Papa Rererangi o Rarotonga)(إياتا: RAR، إيكاو: NCRG) هو البوابة الدولية الرئيسية لجزر كوك، وتقع في بلدة ومقاطعة أفاروا، راروتونجا، على بعد 3 كـم (1.9 ميل) غرب منطقة وسط المدينة على الساحل الشمالي.
نظرًا لقرب المدارج من الطرق القريبة، فمن الممكن الاقتراب جدًا من الطائرة أثناء مغادرتها وهبوطها. المدرج 08، الذي يقع في الطرف الغربي من المدرج، يحظى بشعبية كبيرة عند هبوط طائرة كبيرة.

## التاريخ
في عام 2003، تم تجديد المحطة وصالات المغادرة والوصول بتكلفة 650 ألف دولار أمريكي. بدأ مشروع إعادة بناء بقيمة 8.5 مليون دولار في عام 2009 لتجديد وتوسيع مرافق المحطة الحالية. تم افتتاح المحطة ذات الشكل الجديد رسميًا في 22 يونيو 2010.

## شركات الطيران والوجهات
| شركـات طيـران           | الوجهات                                                                                     |
| ----------------------- | ------------------------------------------------------------------------------------------- |
| طيران نيوزيلندا         | مطار أوكلاند الدولي                                                                         |
| Air Rarotonga           | Aitutaki، Atiu، Mangaia، Manihiki، Mauke، Mitiaro، مطار فا الدولي، Penrhyn Island، بوكابوكا |
| الخطوط الجوية التاهيتية | مطار فا الدولي                                                                              |
| خطوط هاواي الجوية       | مطار هونولولو الدولي                                                                        |
| خطوط جيت ستار الجوية    | مطار أوكلاند الدولي، مطار سيدني (begins 29 June 2023)                                       |

## معرض الصور

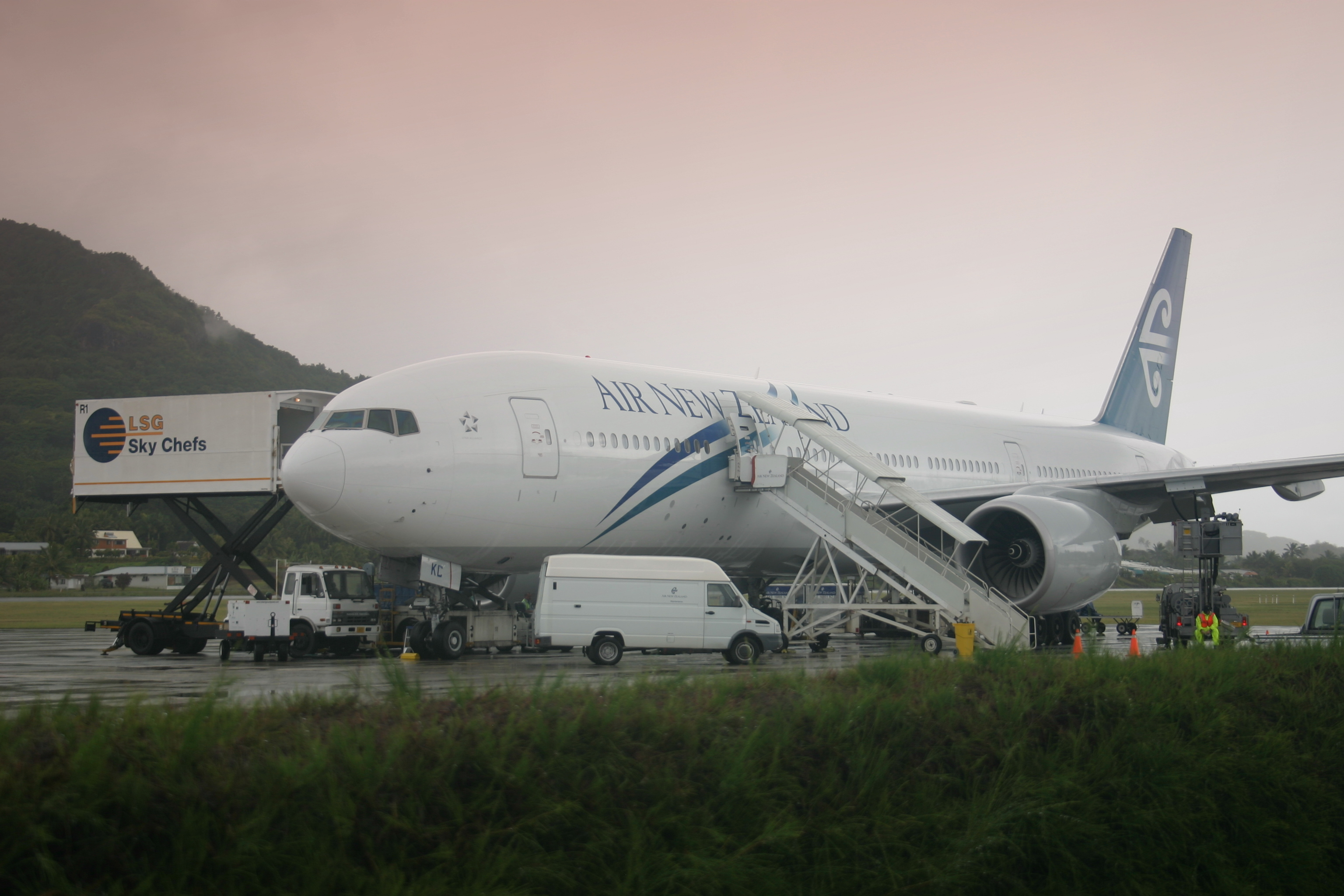
طيران نيوزيلندا بوينج 777-200ER في راروتونجا

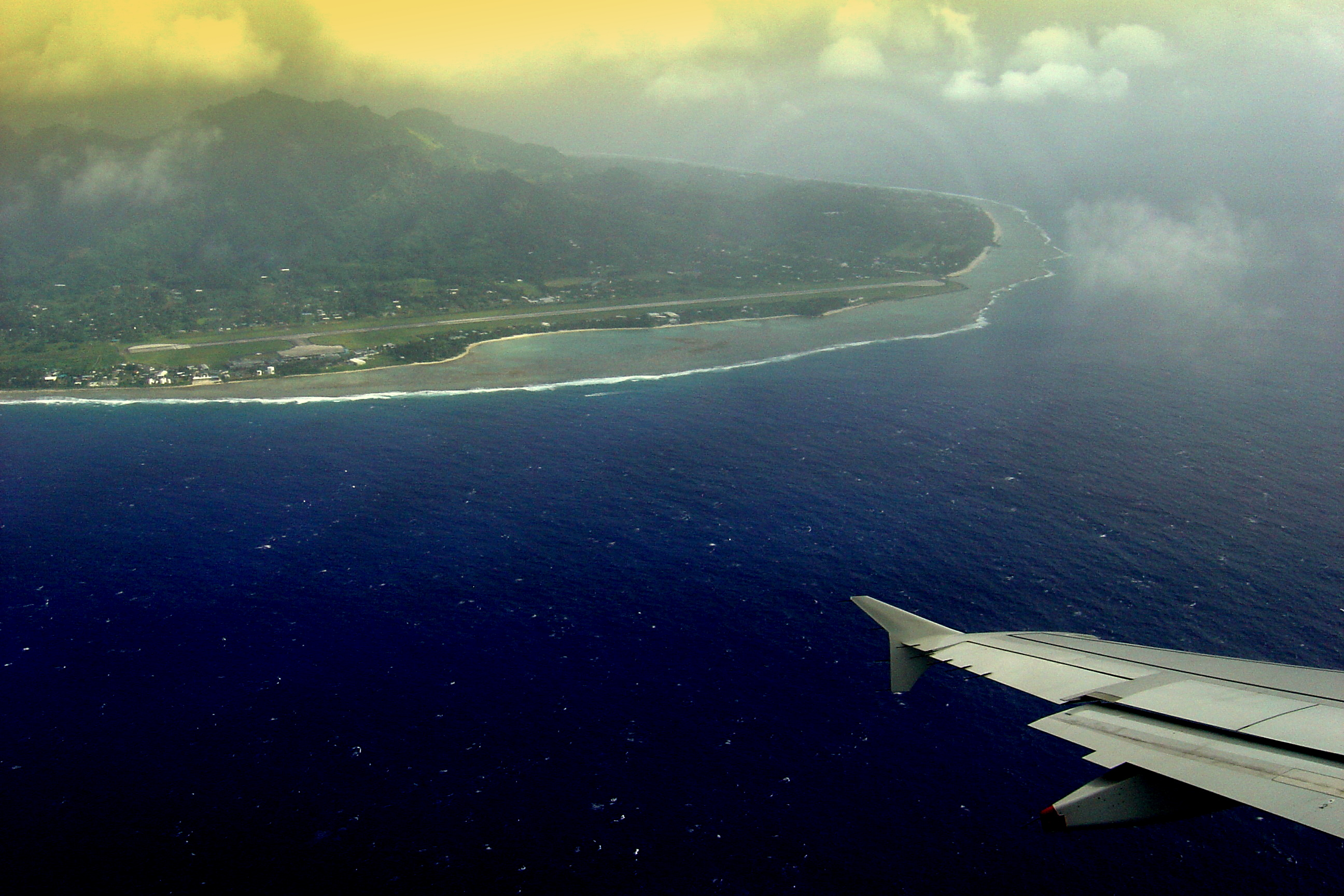
منظر خارجي آخر لمطار راروتونجا والجزيرة الداخلية الجبلية
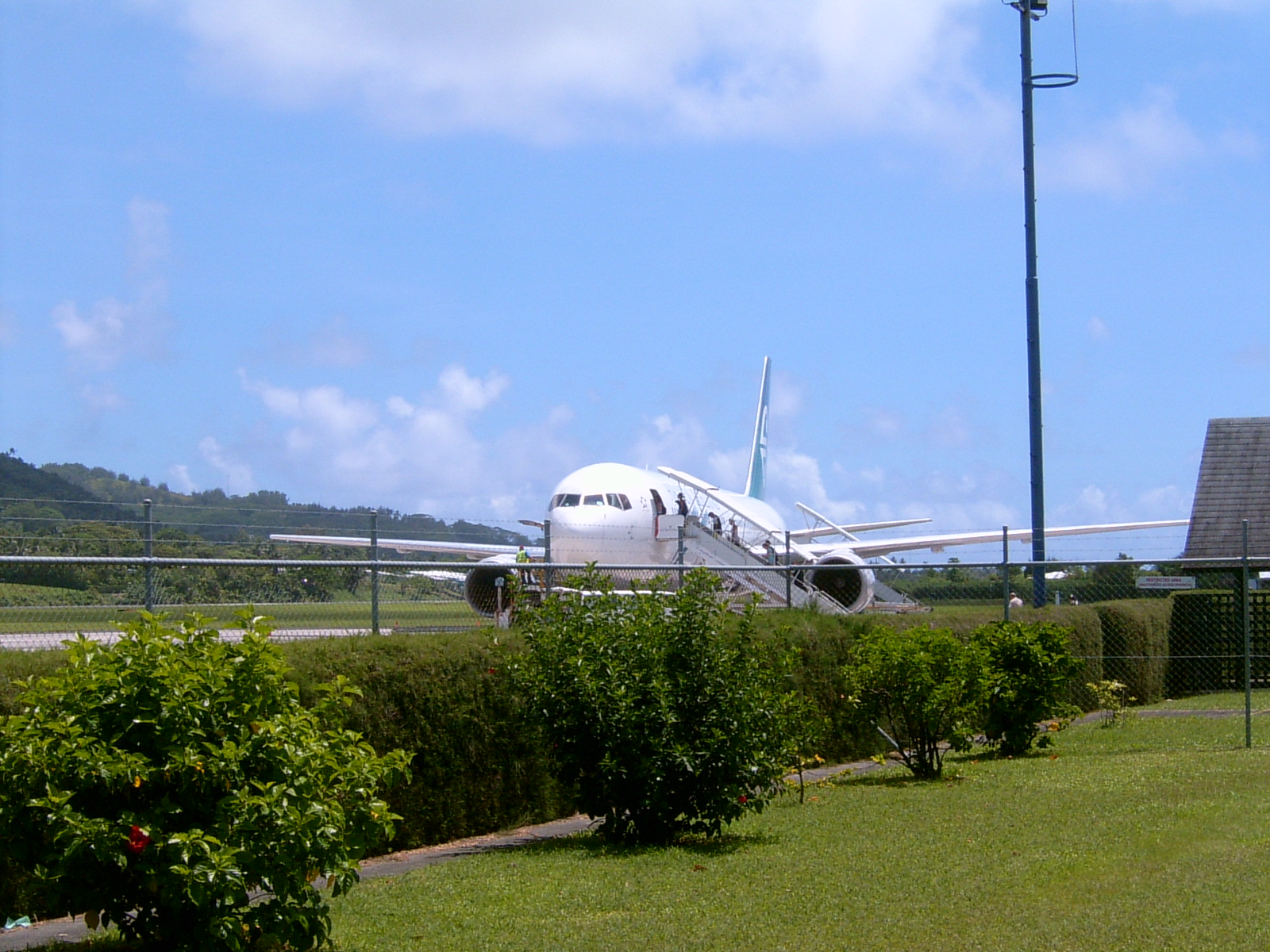
طائرة ركاب تابعة لشركة طيران نيوزيلندا بوينج 767-300ER في مطار راروتونجا الدولي
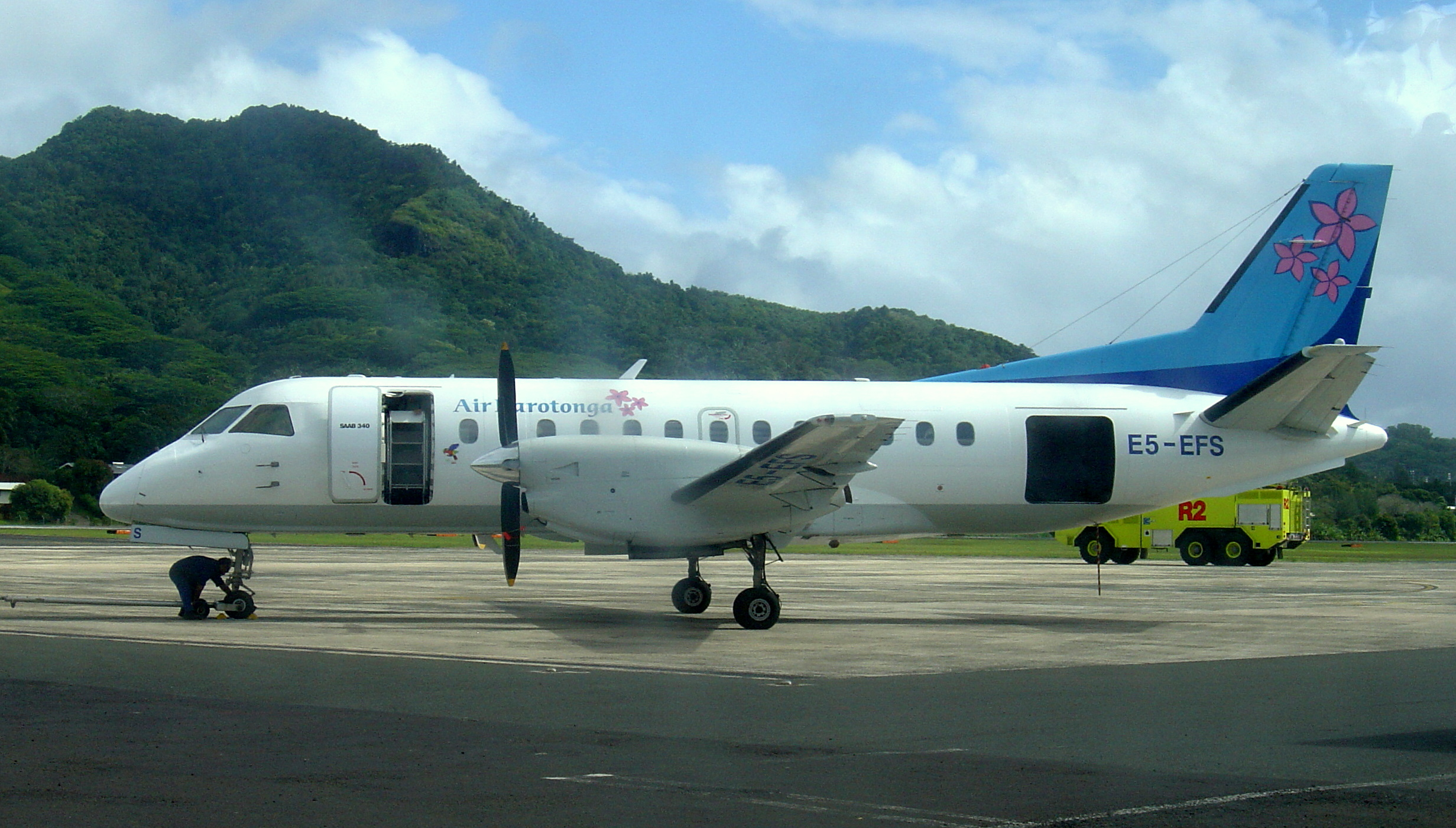
طائرة ركاب إير راروتونجا ساب 340 بين الجزر في المطار
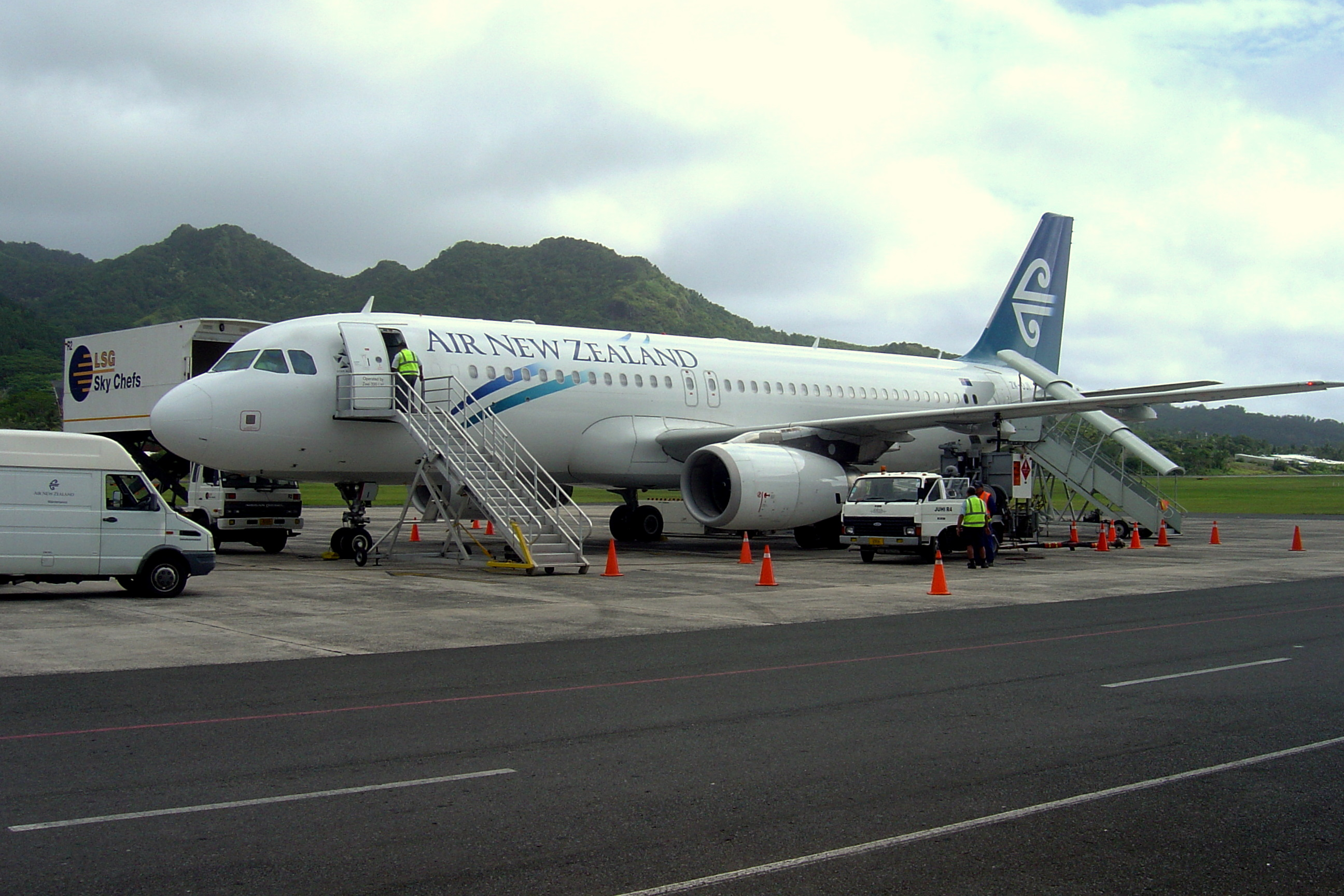
طيران نيوزيلندا إيرباص A320-200 تنتظر الركاب في مطار راروتونجا الدولي

## روابط خارجية
</img>
- Airport information for NCRG at World Aero Data. Data current as of October 2006.
- الموقع الرسمي